# Аделгер фон Илфелд
Аделгер фон Илфелд или Елгер I (на немски: Adelger/Elger von Ilfeld; † сл. 18 февруари 1128) е от 1103 до 1128 г. първият известен граф на Илфелд в Нордхаузен в Южен Харц в Тюрингия. Прародител е (от 1182) на графовете на Хонщайн.

## Биография
Аделгер/Елгер произлиза от странична линия на рода на графовете фон Билщайн. Ок. 1150 г. един Елгерус де Билщайн построява замък Илбург в Илфелд и след това е наричан „граф фон Илфелд“.
Чрез женитба родът получава замък Хонщайн. Ок. 1180 г. Аделгер фон Илфелд като Елгер II се мести в съседния замък Хонщайн и ок. 1189 г. малкият замък Илфелд е изоставен. Неговите камъни се употребяват 1189 г. от Хонщайнските графове за строежа на манастир Илфелд. Родът Хонщайн управлява в множество графства и изчезва през 1593 г.

## Фамилия
Аделгер/Елгер фон Илфелд се жени за Бертрада/Бертрадис († 12 октомври). Те живеят първо в замък Илбург в Илфелд. Те имат един син:
- Аделгер/Елгер I фон Илфелд-Хонщайн († 13 януари 1190), граф на Илфелд (1174 – 1188) и Хонщайн (1182 – 1190), женен ок. 1162 г. за Литруда/ Лутрадис фон Хонщайн (* ок. 1135; † 13 ноември), дъщеря на граф Хезико фон Баленщет-Орламюнде († 1178) и Райнвег фон Хонщайн († ок. 1180/1190), основава вер. „графската династия фон Хонщайн“. Баща на:
  - Елгер II фон Хонщайн († 16 септември 1219)
  - Фридрих фон Хонщайн († 1201?)